# قط البنغال

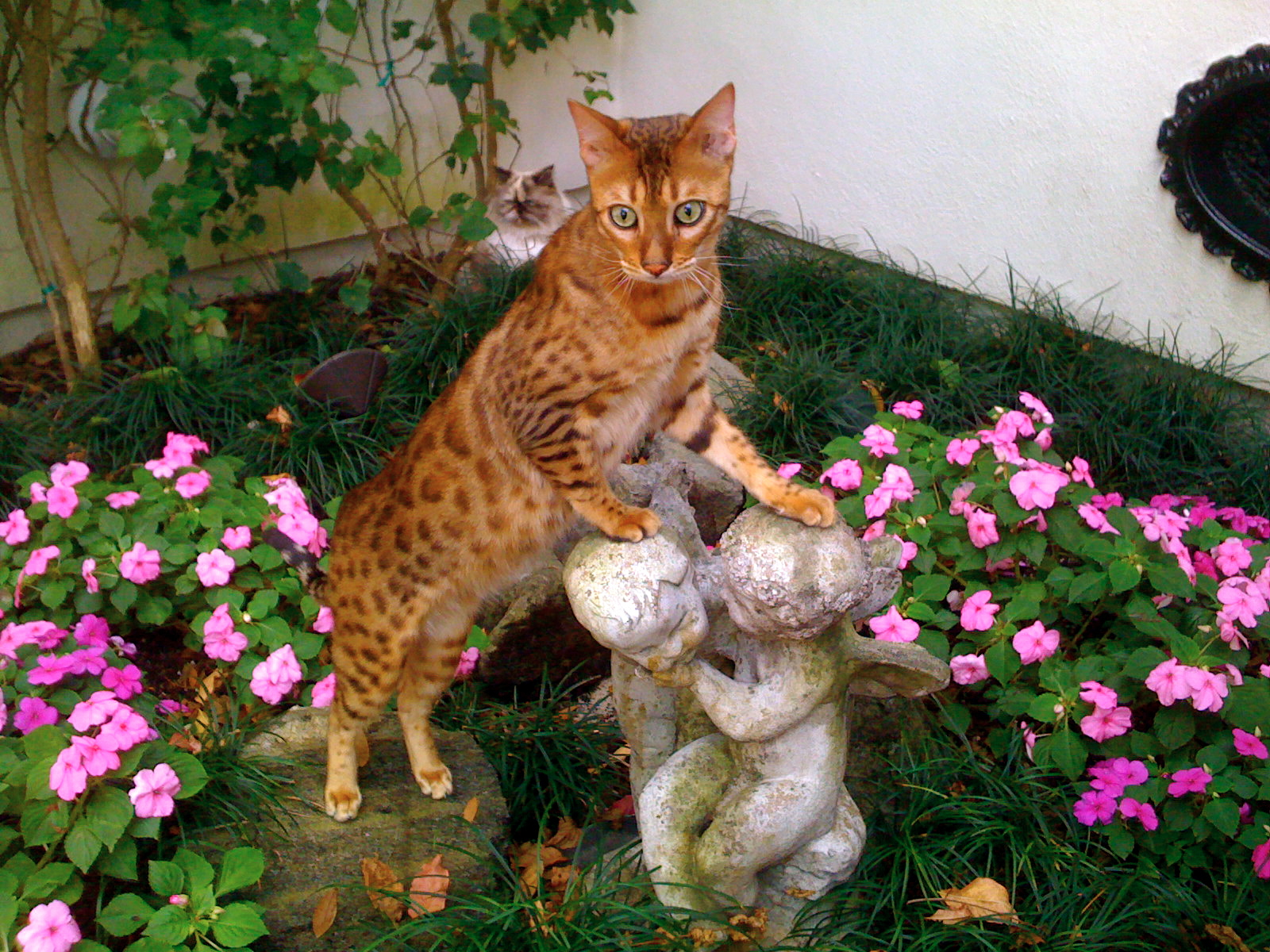

قط البنغال نتجت هذه السلالة من تزاوج قطة منزلية مرقطة مع القطة النمرية المتوحشة، ونتج عن هذا التزاوج قطط شرسة جداً والذكور منها عقيمة، أما الإناث فقد تم تزويجها مع قط بري أحمر مرقط كان في حديقة للحيوانات في دلهي، ومع قط عتابي مرقط من لوس انجلوس لتنتج لدينا البنغال المرقط الوديع الجميل كما نعرفه الآن. وسُمِّيت بالقطط البنغالية اشتقاقًا من الاسم العلمي للقط النمري (Prionailurus bengalensis).

## التاريخ

### التاريخ المبكر
كان أول ذكر لقطط نمر آسيوي × صليب محلي في عام 1889، عندما كتب هاريسون وير عنها في كل شيء عن قططنا[بحاجة لمصدر]
الإشارة التالية المسجلة لصليب قطط آسيوي ليوبارد كات × كان في مجلة علمية بلجيكية عام 1924، وفي عام 1941 طبع منشور قطط ياباني مقالًا عن واحد تم الاحتفاظ به كحيوان أليف.

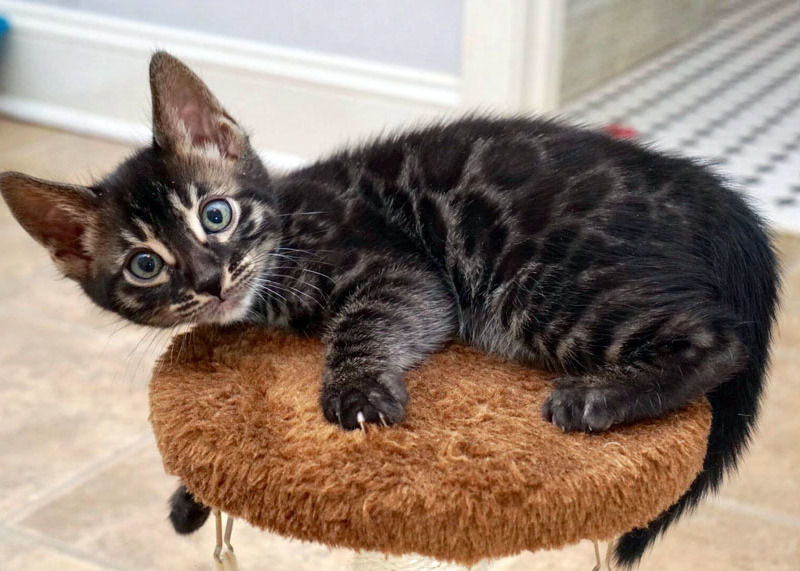
هرة بنغالية

كانت جهود التكاثر المبكرة تتوقف دائمًا بعد جيل أو جيلين فقط. كان جين ميل وهو المربي الذي قرر صنع قطة منزلية بمعطف مثل قطة برية.

### سلالة القطط البنغالية
منح جان ميل أوف كاليفورنيا الفضل في سلالة البنغال الحديثة. حصلت على شهادة في علم النفس من كلية بومونا وحصلت على العديد من فصول الدراسات العليا في علم الوراثة في جامعة كاليفورنيا، ديفيس.
صنعت أول صليب متعمد معروف لقط من النمر الآسيوي مع قطة منزلية (قط أسود من كاليفورنيا). ومع ذلك، فإن بنغلس كسلالة لم تبدأ فعليًا بشكل جدي إلا بعد ذلك بكثير. في عام 1970، استأنفت ميل جهودها في التربية وفي عام 1975 تلقت مجموعة من القطط البنغالية التي تم تربيتها لاستخدامها في الاختبارات الجينية في جامعة لوما ليندا من قبل ويلارد سنتروال.[بحاجة لمصدر] بدأ آخرون أيضًا في تربية القط البنغالي.

### سجلات القطط
في عام 1983، تم قبول السلالة رسميًا من قبل الرابطة الدولية للقطط (TICA) حصل القط البنغالي على مركز البطولة في عام 1991.
في عام 1997 وافق مجلس إدارة القطط (GCCF) على القطط البنغالية.
في عام 1999، قبل الاتحاد الدولي للقط (FIFe) القطط البنغالية في سجلهم.
كانت جمعية محبي القطط (CFA) واحدة من آخر المنظمات التي قبلت قطة البنغال في سجلها. "وافق مجلس إدارة CFA على البنغال كمتفرقات في اجتماع مجلس الإدارة في 7 فبراير 2016. لكي يتم تسجيل قطة البنغال لدى CFA، يجب أن تكون F6 أو ما بعده (تمت إزالة 6 أجيال من القط النمر الآسيوي أو غير البنغال المحلية أسلاف القطط).
في عام 1999 وافق الاتحاد الأسترالي للقطط (ACF) على تسجيل قط البنغال في سجلهم.

### الجيل المبكر من القطط البنغاليه
تعتبر القطط البنغالية من الأجيال الثلاثة الأولى من تربية الأبناء (ج 1 - ج 3) «قطط أساس» أو «جيل مبكر» بنغلس. الذكور من الجيل الأول (ج 1 - ج 3) غالبا ما يعانون من العقم. لذلك، يتم تربية الإناث من الجيل المبكر بنغلس من F1 و F2 و F3 إلى بنغلس المحلية الخصبة. تعتبر إناث البنغال الهجينة F1 خصبة، وبالتالي يتم استخدامها في التزاوج الخلفي المتقاطع اللاحق أحادي الاتجاه لذكور القطط المنزلية الخصبة. أنتج بعض ذكور البنغال حيوانات منوية قابلة للحياة في وقت مبكر من الجيل التهجين الخلفي F2: يعتبر هذا نادرًا في مجتمعات التكاثر، الذين يعيدون إناث الجيل الأول بشكل منتظم إلى الجيل المتأخر، ذكور هجين خصب.
لكي تعتبر قطة بنغالية محلية من قبل سجلات القطط الرئيسية، يجب أن يكون البنغال أربعة أجيال على الأقل (F4) أو أكثر من قطة النمر الآسيوية.

## الانتشار
تم تطوير سلالة البنغال بشكل كامل بحلول الثمانينيات. «في عام 1992، كان لدى الرابطة الدولية للقطط 125 مربيًا مسجلاً من البنغال.» بحلول عام 2000، أصبحت البنغال سلالة شائعة جدًا. في عام 2019، يوجد أكثر من 1000 مربي من البنغال حول العالم.
| Year | مربيون البنغال المسجلون في TICA |
| ---- | ------------------------------- |
| 1992 | 125                             |
| 2019 | 1,979                           |

* رقم 2019 يمثل فقط المربين الذين يستخدمون كلمة «بنغال» في اسم قططهم.

## العلامات

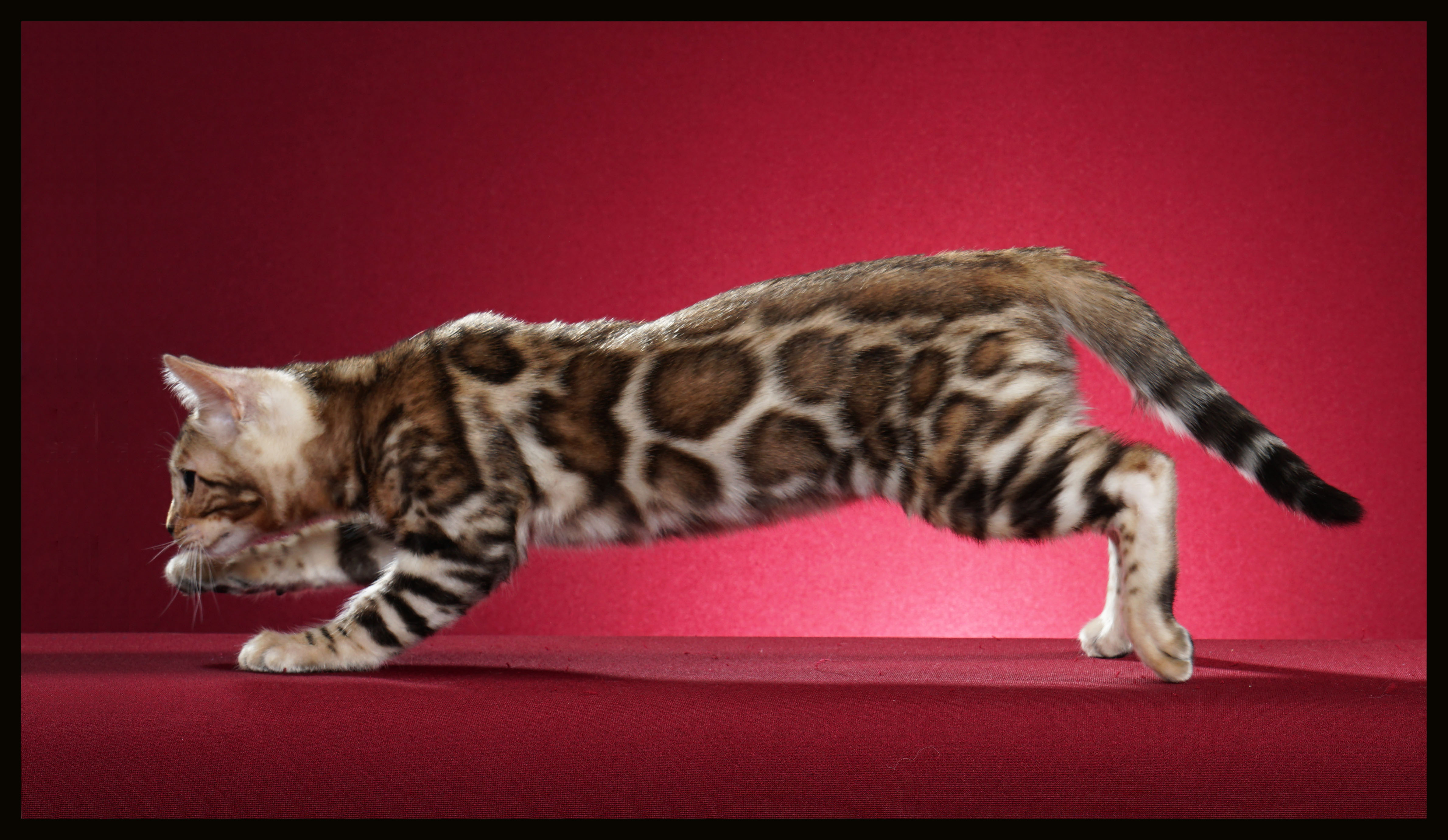
القطط البنغالية تطارد.

### الألوان
تأتي البنغال في مجموعة متنوعة من ألوان المعطف. تتعرف الرابطة الدولية للقطط (TICA) على العديد من ألوان البنغال. المرقط البني، ونقطة الوشق الفقمة (الثلج)، والبني الداكن، والفضي، والمنك المرقط البنغالي.

### مرقط وردي
القط البنغال هو السلالة المحلية الوحيدة من القطط التي تحمل علامات وردية. غالبًا ما يربط الناس البنغال بالألوان الأكثر شيوعًا: البنغال المرقط / الوردي.

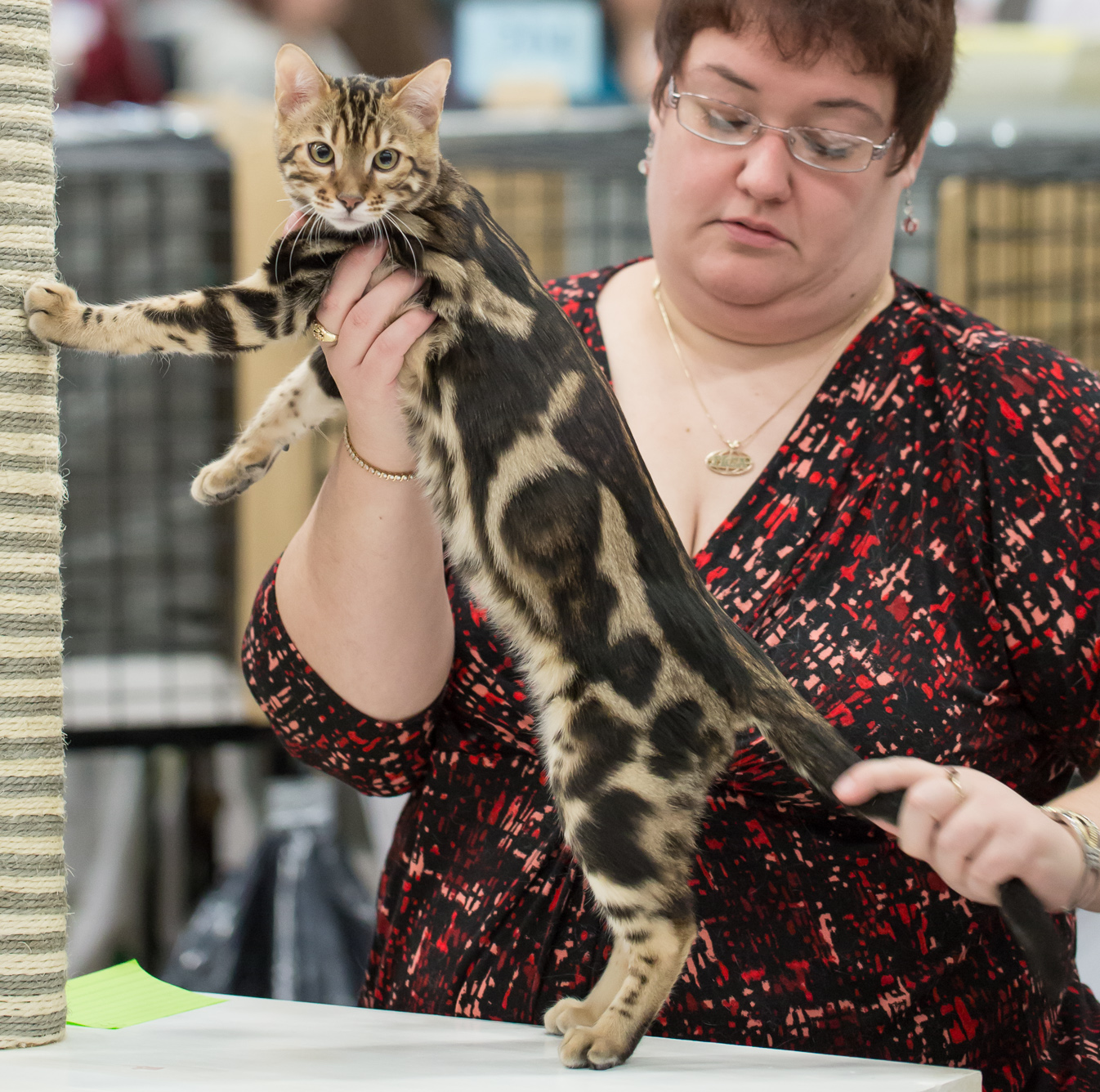
قط بنغالي رخامي يفحص في معرض.

ومع ذلك، فإن القطط البنغالية لديها مجموعة متنوعة من العلامات والألوان. حتى ضمن الفئة المرقطة ذات اللون البني / الوردية يمكن أن تكون البنغال: أحمر، بني، أسود، محدد، رمادي، مرقط، وردي، غائم. يذهل الكثير من الناس من تشابه البنغال كات مع النمر. من بين القطط المنزلية، ربما تكون علامات البنغال هي الأكثر تنوعًا وتميزًا.

### القطط البنغالية الرخامية
القطط المنزلية لديها أربعة أنماط معطف مميزة يمكن توريثها - مكررة، ماكريل، ملطخة، مرقطة - يشار إليها مجتمعة بعلامات تاببي.
أجرى كريستوفر كايلين، عالم الوراثة بجامعة ستانفورد، بحثًا تم استخدامه لتحديد الجين المرقط وجين الرخام في قطط البنغال المحلية.درس كايلين الألوان والأنماط للقطط الضالة في شمال كاليفورنيا، وتمكن من تحديد الجين المسؤول عن نمط الرخام في قطط البنغال.

## حجم القط البنغالي

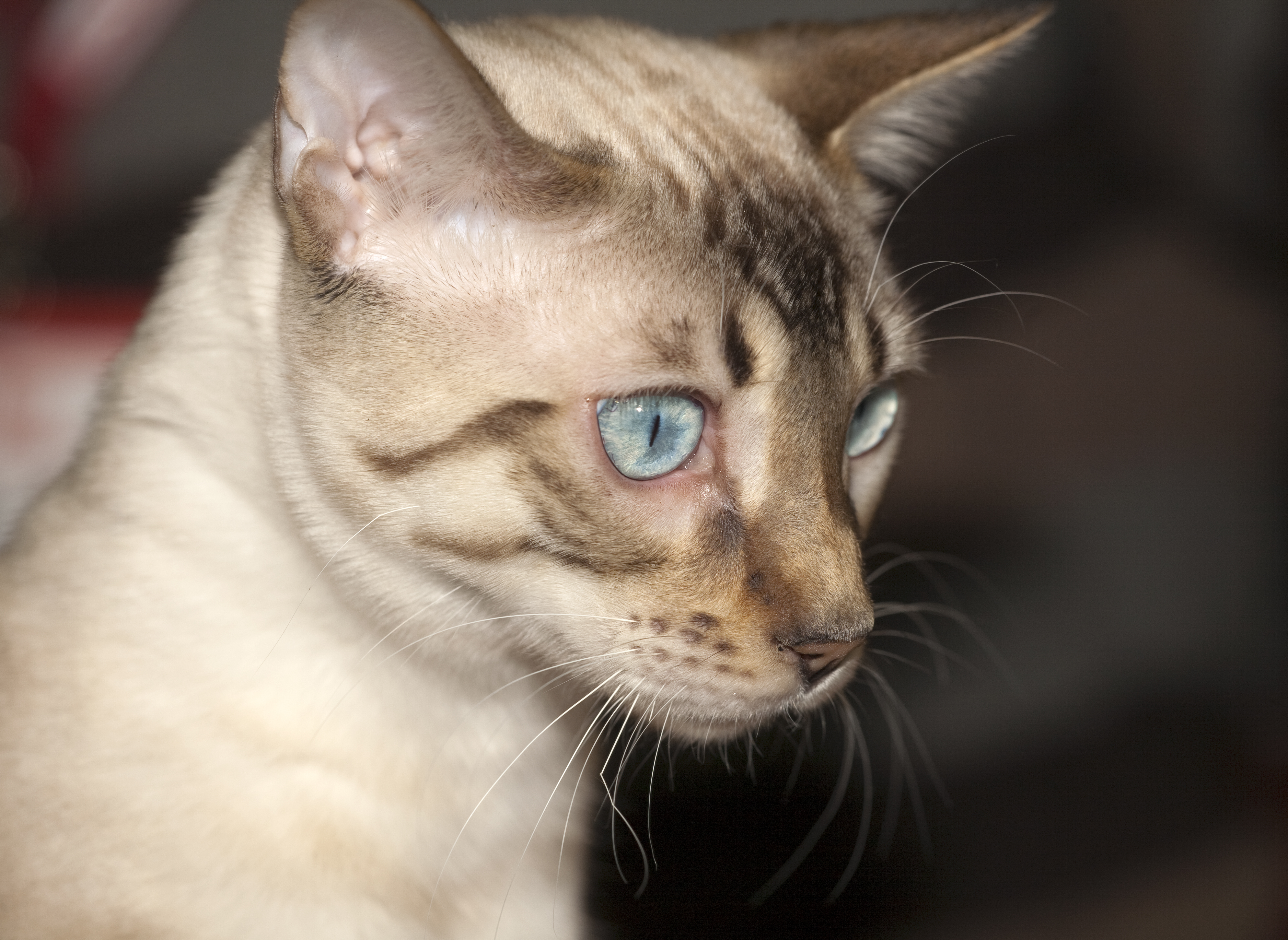
قط بنغالي ثلجي مع وجود علامات الماسكرا.

البنغال هي سلالة قطط مرقطة متوسطة الحجم إلى كبيرة الحجم. القطط البنغالية طويلة ونحيلة. البنغالس أكبر من متوسط قطة المنزل بسبب أجسامهم العضلية.

## القيود القانونية
تطبق القوانين في الولايات المتحدة، خاصة في المدن. في مدينة نيويورك وولاية نيويورك، يحظر القانون قطط البنغال (كما هو الحال مع جميع أنواع القطط المهجنة الأخرى من القطط المنزلية والبرية).في أماكن مختلفة أخرى، مثل سياتل واشنطن ودنفر، كولورادو، هناك قيود على ملكية البنغال. يتم تنظيم بنغلس من أجيال F1-F4 في نيويورك وجورجيا وماساتشوستس وديلاوير وكونيتيكت وإنديانا. تم الانتهاء من تصنيف المنطقة التي تصنف كمصنف من القطط في منطقة جبلية بشكل عام.
تم تنظيمه في المملكة المتحدة، ولكن وزارة البيئة والغذاء والشؤون، أبا ما ترقص، الجزء الأول من الموضوع في عام 2007.
F5، استيرادها معقد.

## الشخصية والطباع

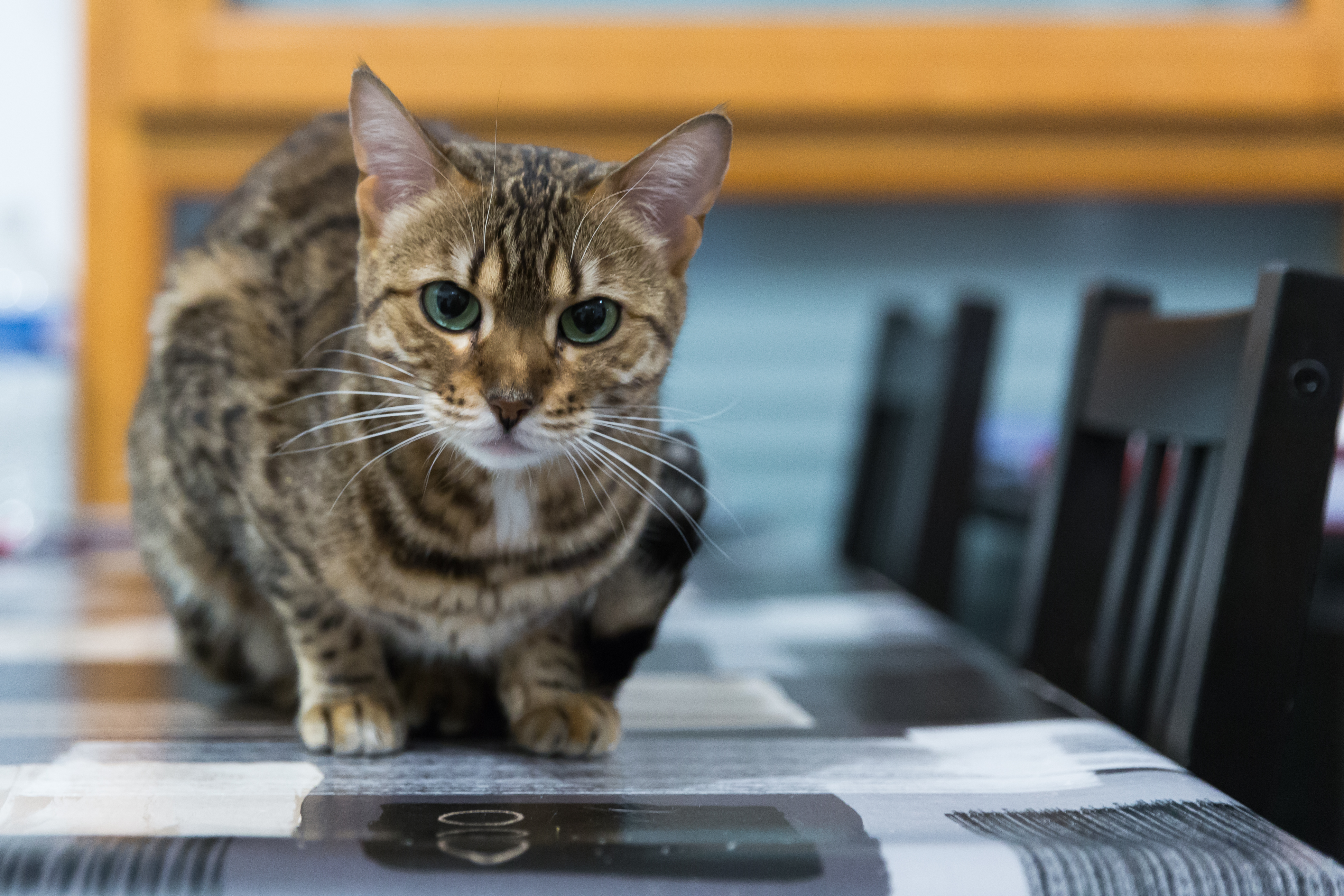

القطط البنغالية ذكية وحيوية ومرحة (رغم أنها قد تكون كسولة في بعض الحالات النادرة). يقول العديد من مالكي القطط البنغالية أنهم يستردون الأشياء بشكل طبيعي، وغالبًا ما يستمتعون باللعب في الماء.
تصف الرابطة الدولية للقطط (TICA) قطة البنغال بأنها قطة نشطة وفضولية تحب أن تكون منتشية. يستمتع معظم البنغال باللعب والمطاردة والتسلق والتحقيق. بشكل عام، يتمتع القط البنغالي بالحركة. يتمتع بنغلس بالثقة والفضول بشكل عام.

## الصحة

### اعتلال عضلة القلب الضخامي
اعتلال عضلة القلب الضخامي(HCM) هو مصدر قلق كبير في سلالة القط البنغال. هذا مرض تصبح فيه عضلة القلب سميكة بشكل غير طبيعي (متضخمة). يمكن لعضلة القلب السميكة أن تجعل من الصعب على قلب القطة ضخ الدم. الطريقة الوحيدة لتحديد مدى ملاءمة القطط البنغالية المخصصة للتكاثر هي فحص قلب القطة بواسطة طبيب قلب.
HCM هو مرض وراثي شائع في قطط البنغال ولا يوجد اختبار جيني متاح اعتبارًا من 2018. تتضمن الممارسة الحالية لفحص HCM إحضار قطط البنغال إلى طبيب قلب بيطري معتمد حيث يتم الانتهاء من مخطط صدى القلب. يجب فحص قطط البنغال المستخدمة في التربية سنويًا للتأكد من عدم وجود اعتلال عضلة القلب الضخامي. تحاول جامعة ولاية كارولينا الشمالية حاليًا تحديد العلامات الجينية لـ HCM في قطة البنغال.

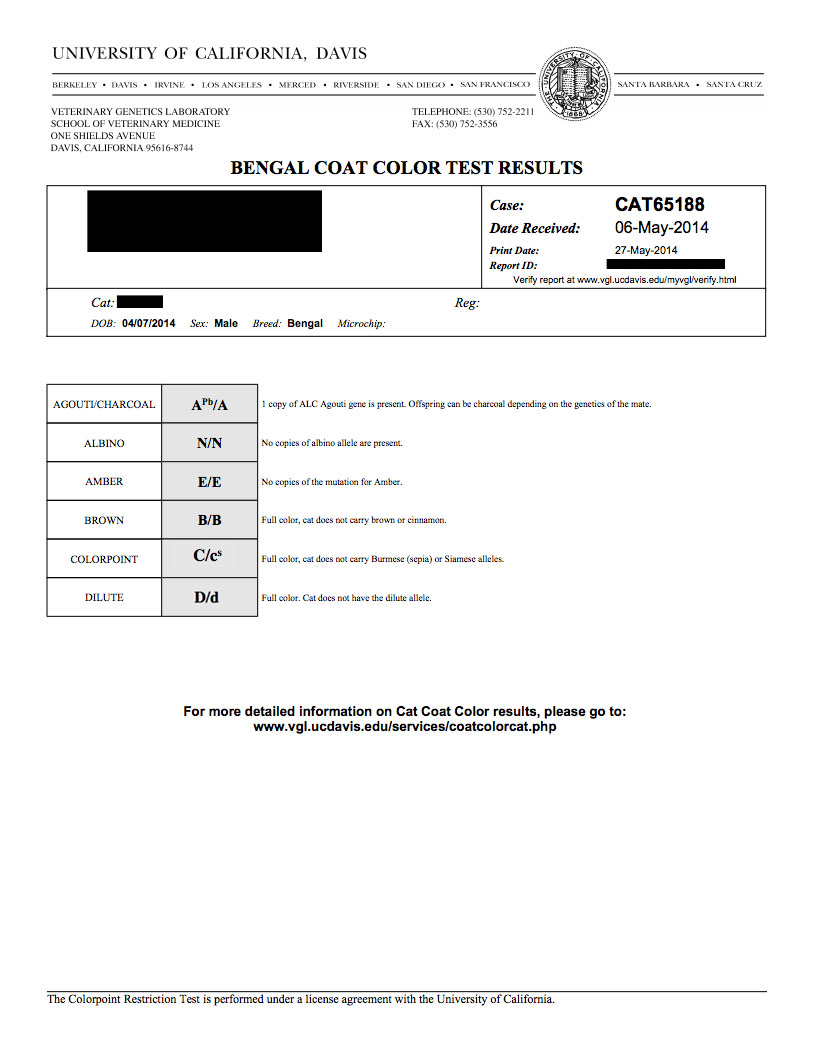
اختبار الحمض النووي في جامعة كاليفورنيا لقطة تحمل ثلالث ألوان متنحية.

زعمت إحدى الدراسات المنشورة في مجلة الطب البيطري الداخلي أن انتشار اعتلال عضلة القلب الضخامي في القطط البنغالية هو 16.7٪ (95٪ CI = 13.2-46.5٪).

### ضمور الشبكية البنغالي التقدمي (PRA-b)
من المعروف أن القطط البنغالية تتأثر بالعديد من الأمراض الوراثية، أحدها ضمور الشبكية البنغال التدريجي، المعروف أيضًا باسم البنغال PRA أو PRA-b. يجب على أي شخص يقوم بتربية القطط البنغالية إجراء هذا الاختبار، لأنه غير مكلف وغير جراحي وسهل الأداء. لا ينبغي أن يُفهم المربي الذي يذكر أن قططه «تم اختبارها من قبل طبيب بيطري» أنه قد تم إجراء هذا الاختبار بواسطة طبيب بيطري: يتم إجراؤه بواسطة المربي خارج مكتب الطبيب البيطري (نادرًا ما يقوم به طبيب بيطري) ثم يتم إرسال الاختبار مباشرة إلى المختبر.

### عوز كيناز بيروفات كرات الدم الحمراء (عوز PK أو PK-def)
يعد نقص PK من الأمراض الوراثية الشائعة الموجودة في قطط البنغال. نقص PK هو اختبار آخر يتم إجراؤه بواسطة المربي. يجب اختبار تربية القطط البنغالية قبل التزاوج للتأكد من عدم تزاوج اثنين من حاملات نقص PK. هذا اختبار يجب على المربي القيام به بمفرده. يستخدم المربي قطعة قطن لفرك الجزء الداخلي من فم القط ثم إرسال المسحة بالبريد إلى المختبر.

## فصائل دم القطط البنغالية
درس مختبر الوراثة البيطري بجامعة كاليفورنيا في ديفيس أنواع دم القطط المحلية. استنتجوا أن معظم القطط المنزلية تقع ضمن نظام AB. فصائل الدم الشائعة هي A و B وبعض القطط لديها فصيلة دم نادرة AB. هناك نقص في العينات الكافية من القط البنغالي، لذا فإن الجينات الوراثية لفصيلة الدم AB في قطط البنغال ليست مفهومة جيدًا.
اختبرت دراسة واحدة لفصيلة دم القطط البنغالية أجريت في المملكة المتحدة 100 قط بنغالي. وخلصوا إلى أن جميع القطط البنغالية المائة التي تم اختبارها كانت من فصيلة الدم.

## مسوؤلية تربية القطط البنغالية
يتعلم مربو البنغال المسؤولون الجينات المتنحية التي تحملها قططهم المتكاثرة. المخاوف الأكثر إلحاحًا عند تكاثر البنغال هي اعتلال عضلة القلب الضخامي (HCM) وضمور الشبكية التدريجي ونقص بيروفات كيناز. يجب أن يكون مربي القطط على دراية بجميع الاختبارات الحالية الخاصة بالسلالة. يجب على مربي البنغال إجراء جميع الاختبارات المتاحة للتأكد من أنهم لا يقومون بتربية القطط التي تعاني من مشاكل صحية. فحص HCM هو موضوع قد يناقشه مربي البنغال.
يمكن أن تتطور HCM في قطط البنغال في أي وقت، بما في ذلك بعد فترة وجيزة من فحص HCM السنوي. من أفضل الممارسات لفحص جميع القطط البنغالية المستخدمة في برامج التربية: فحص HCM من قبل طبيب القلب هو الاختبار الوحيد المفيد الموجود لمربي القط البنغالي في عام 2019. الفحص المسؤول والمتسق يجعل السلالة أكثر صحة حيث يسعى المربون إلى القضاء على القطط التي تقوم بالفحص. إيجابي لـ HCM.

## القط البنغالي الكشميري

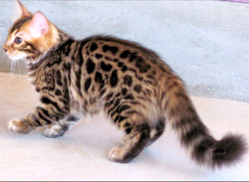
هريرة بنغالية كشميرية بشعر طويل.

بعض القطط البنغالية ذو الشعر الطويل (بشكل أكثر ملائمة، ذو الشعر شبه الطويل) كان موجودًا دائمًا في تربية البنغال. تم استخدام العديد من القطط المنزلية المختلفة لإنشاء سلالة البنغال، ومن المفترض أن الجين الخاص بالشعر الطويل جاء من واحد من هذه التهجينات الخلفية. طورت جامعة كاليفورنيا في ديفيس اختبارًا وراثيًا للشعر الطويل بحيث يمكن لمربي البنغال اختيار القطط البنغالية ذات الجين المتنحي طويل الشعر لبرامج التربية الخاصة بهم.
يمكن لبعض القطط البنغالية المستخدمة في التكاثر أن تحمل جينًا متنحيًا لذوي الشعر الطويل.عندما يحمل كل من البنغال الذكور والإناث نسخة من جين الشعر الطويل المتنحي، ويتم تزاوج هذين البنغاليين مع بعضهما البعض، فيمكنهما إنتاج البنغال ذي الشعر الطويل. في الماضي، تم تعقيم أو تحييد نسل التزاوج البنغال ذي الشعر الطويل إلى أن اختار بعض المربين تطوير البنغال طويل الشعر (الذي أطلقوا عليه اسم البنغال الكشمير) لا يتم التعرف على البنغالز طويل الشعر بشكل عام من قبل سجلات القطط؛ ومع ذلك، منذ عام 2013، لديهم حالة سلالة «أولية» في سجل (New Zealand Cat Fancy (NZCF، تحت اسم السلالة Cashmere Bengal.

## الثمن
كانت هذه القطط من أغلى القطط ثمناً. وفي الماضي كانت تختطف ويطلب اللصوص من أصحابها مبالغ كبيرة لإعادتها حيث كانت أسعارها مرتفعة للغاية، وبيعت قطة في عام 1998 بأربعين ألف دولار.
أما الآن فأسعار هذه القطط انخفضت وأصبحت في متناول الجميع وتباع الآن بألف دولار تقريباً إذا كانت لمجرد التربية، طبعاً السعر يختلف من بلد لآخر ومن قط لآخر لكن هذا متوسط السعر.